# 王舉 (成化進士)
王舉（1441年—？），字時用，山東兗州府鄒縣人，匠籍，明朝政治人物。進士出身。

## 生平
早年出身國子生，山東鄉試第五十四名。成化十一年（1475年）乙未科會試第一百八名，殿試登進士第三甲第九十四名。

## 家族
曾祖父王直興。祖父王志剛。父亲王傑。